# Bradford-on-Avon
Bradford-on-Avon – miasto i civil parish w Wielkiej Brytanii, w Anglii, w regionie South West England, w hrabstwie Wiltshire. W 2011 roku civil parish liczyła 9402 mieszkańców. Bradford-on-Avon jest wspomniane w Domesday Book (1086) jako Bradeford.